# Sopranissimotrombone
De sopranissimotrombone is het kleinste lid van de familie der trombones.
Qua grootte is het instrument vergelijkbaar met een piccolotrompet, maar dan met een schuif in plaats van ventielen. Gezien de extreem hoge stemming wordt dit instrument alleen gebruikt in extreme composities en dan meestal bespeeld door een trompettist.